# Carboxilació

Àcid carboxiglutàmic

Carboxilació és una reacció química en la qual el grup àcid carboxílic s'introdueix en un substrat químic i es creen àcids carboxílics. La reacció oposada és la descarboxilació.
En química orgànica existeixen diferents protocols per la carboxilació. Un enfocament general és per la reaccó de nucleòfils amb gel sec (diòxid de carboni sòlid) o àcid fòrmic La carboxilació en bioquímica és una modificació postraduccional dels residus químics de glutamat a γ-carboxiglutamat, en proteïnes. La carboxilació ocorre en el fetge.> La caboxilasa requereix vitamina K com a cofactor i es fa de forma progressiva.